# Очистные работы
Очистные работы – специальный термин, используемый в горном деле. К очистным работам относят  работы по извлечению полезного ископаемого при подземном способе разработки  месторождений полезных ископаемых. 
При очистных работах выемка полезного ископаемого производится валовым способом или раздельно (селективная выемка). При селективной выемке  отдельные сорта руд, угля, прослойки пород  вынимаются раздельно.
В результате выемки полезного ископаемого в процессе очистных работ под землёй образуются горные выработки, которые называются очистными. Забой очистной выработки получил название очистного забоя. Образовавшееся в результате очистных работ пространство под землёй называется выработанным пространством.
В современных условиях очистные работы проводятся с использованием различных горных машин и механизмов:
- На угольных шахтах с помощью горных комбайнов, конвейеров, механизированной крепи;
- На подземных рудниках – с помощью  погрузчиков, скреперов, экскаваторов и погрузочных машин (видео).

При разработке скальных полезных ископаемых для отделения руды и пород от массива используется технология с применением буровзрывных работ.
При подземной добыче полезных ископаемых запылённость воздуха может превышать ПДК в сотни раз . При тех условиях работы, которые имеются в шахтах, непрерывная носка респираторов практически невозможна (они затрудняют дыхание, ухудшают газообмен, не дают общаться и т.п.), что не позволяет использовать их как средство надёжной профилактики необратимых и неизлечимых профессиональных заболеваний - силикоза, пневмокониоза (и др.). Поэтому для надёжной защиты здоровья шахтёров и рабочих углеперерабатывающих предприятий в США используют более эффективные средства коллективной защиты.